# Pitkäsaari (ö i Finland, Södra Savolax, S:t Michel, lat 61,44, long 28,37)
Pitkäsaari är en ö i Finland. Den ligger i sjön Kylliönjärvi och i kommunen Puumala i den ekonomiska regionen  S:t Michel och landskapet Södra Savolax, i den södra delen av landet, 230 km nordost om huvudstaden Helsingfors. Öns area är 0,3 hektar och dess största längd är 120 meter i öst-västlig riktning.